# Irene von Rom († um 379)
Irene von Rom (auch Erena, Hirena und Heira; * um 349/350; † um 379, begraben in Rom) wird in der katholischen und der orthodoxen Kirche als Jungfrau und Heilige verehrt. Ihr Gedenktag ist der 21. Februar. Sie soll die Schwester des Papstes Damasus I. gewesen sein.

## Leben
Irene stammte aus einer wohlhabenden Familie, ihr Vater war der möglicherweise aus Spanien stammende Kirchenbeamte Antonius, ihre Mutter hieß Laurentia. Von ihrem Bruder ist ein ihr gewidmetes Epigramm fragmentarisch überliefert, seine verschollene Schrift De virginitate wird nicht mehr als ihr gewidmet angesehen. Die nach dem Epigramm 1651 von Tamajo de Salazar verfasste Vita gilt als Fälschung. Beigesetzt wurde Irene in Rom in der Nähe von St. Marcus und Marcellianus.